# Grøn te
Grøn te er "rigtig" te (Camellia sinensis), som kun har været udsat for meget lidt oxidation i forbindelse med fremstillingen. Grøn te er især populær i Kina og Japan og er på det seneste også blevet utrolig populær i vesten, hvor man traditionelt har drukket sort te, som består af teblade, der har været udsat for mere oxidation end den grønne.
Grøn te er væsentlig lysere end traditionelle tetyper som fx Earl Grey og skal heller ikke trække lige så længe og ved lige så høj en temperatur.

## Fremmer hukommelsen
Grøn te øger produktionen af neurale progenitorceller i hippocampus, som kan udvikle sig til andre celler som f.eks. neuroner.
Men grøn te har også mange bivirkninger ved indtagelse i større mængder

Antioxidanter i grøn te medvirker til at neutralisere de såkaldte frie radikaler der findes i menneskekroppen. Det menes at give en vis beskyttelse i forhold til forskellige kræftformer såsom brystkræft , men der er dog ingen videnskabelige undersøgelser, der har påvist en direkte sammenhæng mellem indtag af grøn te og lavere kræftrisiko.